# Demonax simillimus
Demonax simillimus là một loài bọ cánh cứng trong họ Cerambycidae.